# Dioscorea abysmophila
Dioscorea abysmophila là một loài thực vật có hoa trong họ Dioscoreaceae. Loài này được Maguire & Steyerm. mô tả khoa học đầu tiên năm 1989.